# ゴンノスファナーディガ
ゴンノスファナーディガ（イタリア語: Gonnosfanadiga）は、イタリア共和国サルデーニャ州南サルデーニャ県にある、人口約6,500人の基礎自治体（コムーネ）。

## 地理

### 位置・広がり

#### 隣接コムーネ
隣接するコムーネは以下の通り。
- アルブス
- ドムズノーヴァス
- フルミニマッジョーレ
- グスピニ
- パビッローニス
- サン・ガヴィーノ・モンレアーレ
- ヴィッラチードロ